# Pseudantechinus bilarni
Pseudantechinus bilarni é uma espécie de marsupial da família Dasyuridae. Endêmica da Austrália.
- Nome Popular: Dibbler do Norte

- Nome Científico: Pseudantechinus bilarni (Johnson, 1954)

- Sinônimo do nome científico da espécie: Pseudantechinus bilarni; Antechinus bilarni; Parantechinus bilarni;

## Características
A espécie tem um focinho longo e estreito, uma cauda longa e fina, orelhas grandes e sem pelos. A parte superior é marrom-cinzento a cinza, o ventre é branco. Atrás das orelhas possui manchas cor de canela. Mede cerca de 8–10 cm de comprimento e a cauda de 9–10 cm; pesa cerca de 21-30g;
O Dibbler do Norte foi descoberto em 1948, quando foi recolhido na expedição australiana em Arnhem Land.  Foi descrita em 1954, quando dado o nome da espécie bilarni, que reflete a pronuncia aborigene para Bill Harney, um escritor e naturalista australiano que acompanhou a expedição.  A espécie foi atribuida ao gênero Antechinus, e muitos acreditam ser um membro do gênero Parantechinus. O ultimo gênero atualmente contem uma unica espécie, tradicionalmente conhecida como Dibbler (Parantechinus apicalis), no sudoeste da Austrália. Da qual a espécie ganhou o nome comum de Dibbler do norte. Só recentemente a espécie foi transferida para Pseudantechinus, onde é uma das seis espécies do gênero.

## Hábitos alimentares
É um animal insetisivoro, alimentando-se de pequenos invertebrados do deserto;

## Caracteristicas de reprodução
Após a reprodução que vai de Maio a Julho, os filhotes nascem em meados de Agosto e Setembro, os filhotes nascidos chegam a maturidade sexual após 11 meses. A maioria dos machos morrem após o acasalamento, mas um quarto da população sobrevive para o próximo ano.

## Habitat
Vive em áreas rochosas ao redor do Top End e Golfo da Carpentária no Território do Norte;

## Distribuição Geográfica
Território do Norte, norte da Austrália Ocidental;